# Cyclopedidae
Famille
Les Cyclopedidae sont une famille de mammifères de l'ordre des Pilosa et du sous-ordre des Vermilingua, les fourmilliers.

## Liste des genres
Selon GBIF (26 décembre 2023), cette famille regroupe un unique genre actuel et deux genres fossiles :
- Cyclopes Gray, 1821
- † Palaeomyrmidon Rovereto, 1914
- † Pseudoglyptodon Engelmann, 1987